# JR貨物UT13K形コンテナ
UT13K形コンテナ（UT13Kがたコンテナ）は、日本貨物鉄道（JR貨物）輸送用として籍を編入している、20 ft形の私有コンテナ（タンクコンテナ）である。

## 概要
本形式の数字部位 「 15 」は、コンテナの容積を元に決定される。このコンテナ容積15 m3の算出は、厳密には端数四捨五入計算の為に、内容積14.5 m3 - 15.4 m3の間に属するコンテナが対象となる。
また形式末尾のアルファベット一桁部位 「 K 」は、恒常的に鉄道輸送するISO 668規格の国際海上コンテナを私有化した、危険品タンクコンテナに付与されている。

## 特記事項
もともと、国際的なタンクコンテナの内容物は、液体又は気体類である。従って、海上コンテナ由来の本コンテナでは、日本国内仕様の鉄道用私有タンクコンテナにみられるような粉末又は、粒状貨物類は積載できない。

## 番台毎の概要

### 95000番台
95001 - 95005
日陸所有、リニアレン専用。最大総重量13.4 t。海上コンテナ専用タイプコード (20 T6)。
95006
不　明
95007
日陸所有、イソパラフィン専用。最大総重量13.4 t。海上コンテナ専用タイプコード (20T6)。
95008 - 95011
日本石油輸送所有、オクタジエン専用。最大総重量13.5 t。海上コンテナ専用タイプコード (20 K2)。
95012
不明

95013
日陸所有、リニアレン10専用
重量等は不明

95014
日陸所有、酢酸エチル専用。最大総重量13.4 t。海上コンテナ専用タイプコード (20 T6)。
　↑
※元、UT10K-95002を改番。
【改番前データー】日陸所有、ハイゾールSAS-296専用。最大総重量13.5 t。海上コンテナ専用タイプコード (20 T6)。
95015 ・ 95016
日陸所有、リニアレン専用。最大総重量13.4 t。海上コンテナ専用タイプコード (20 T6)。

## 外部サイト
- コンテナの絵本
- コンテナ日和